# Когда влюбляешься
Когда влюбляешься (хинди: Jab Pyaar Kisise Hota Hai) — мелодрама, снятая в Болливуде и вышедшая в прокат в Индии в 1998 году.

## Сюжет
Сурадж (Салман Хан) наслаждается жизнью в Европе на полную катушку в обществе красивых женщин. Его дедушка (Анупам Кхер) хочет установить контроль над личной жизнью распутного внука и добивается его возвращения в Индию. Там Сурадж встречает девушку своей мечты, Комал Синха (Твинкл Кханна). Комал живёт со своими дядей и тетей и не проявляет никакого интереса к Сураджу. Отчаявшись привлечь её внимание, Сурадж решает выдать себя за друга детства Комал и её семьи, Сураджа Дханву. Гордая красавица очень рада снова увидеть своего изменившегося до неузнаваемости друга и постепенно влюбляется в него. Но вдруг появляется настоящий Сурадж Дханва, и возмущенная Комал решительно порывает отношения с влюблённым самозванцем. Она считает, что Сурадж просто хотел посмеяться над её чувствами, на самом деле ничего к ней не испытывая. Но, в конце концов, по просьбе дедушки Сураджа Комал даёт несчастному воздыхателю ещё один шанс, но только с условием, что он прекратит злоупотреблять алкоголем и знакомствами с женщинами. Сурадж соглашается со всеми условиями. Однако, когда отношения между ними почти наладились, в их жизни неожиданно появляется маленький Кабир и утверждает, что Сурадж его отец.